# پت مک‌کروری
پت مک‌کروری (به انگلیسی: Pat McCrory) فرماندار ایالت کارولینای شمالی از حزب جمهوری‌خواه ایالات متحده آمریکا بود که در تاریخ ۵ ژانویه ۲۰۱۳ میلادی به عنوان فرماندار انتخاب شد و ۱ ژانویه ۲۰۱۷ در این سمت باقی ماند. در انتخابات سال ۲۰۱۶، روی کوپر از حزب دمکرات او را شکست داد.